# Holconia flindersi
Holconia flindersi är en spindelart som beskrevs av Hirst 1991. Holconia flindersi ingår i släktet Holconia och familjen jättekrabbspindlar. Inga underarter finns listade i Catalogue of Life.